# Báthory-vár (Szilágysomlyó)
A szilágysomlyói Báthory-várkastély műemlék épület Romániában, Szilágy megyében. A romániai műemlékek jegyzékében a SJ-II-a-A-05126 sorszámon szerepel. Mivel a város feletti dombon áll a korábbi Somlyó vára, alsó vár-nak is nevezik.

## Története
Miután 1551-ben a törökök elfoglalták és lerombolták Somlyó várát, 1592-ben Báthory István várkastélyt építtetett helyette Szilágysomlyón. 1594-ben, amikor Báthory Zsigmond fejedelem kivégeztette István bátyját, Báthory Boldizsárt, István Lengyelországba menekült, és a kastély a fejedelem kezére került. Ekkor készült részletes leltára, amely felsorolta a várhoz tartozó összes épületet és ingóságot.
Báthory András fejedelemsége alatt a vár ismét István birtokába került, de 1599-ben Giorgio Basta elfoglalta a várat, annak ellenére, hogy a védelemben részt vettek a fejedelem a csapatai is. 1602-ben ismét fejedelmi birtok volt, majd 1612-ben Báthory Gábor féltestvérének, Andrásnak adományozta. Mielőtt András lánya, Zsófia 1643-ban II. Rákóczi György felesége lett, a várban zajlott le a díszes leánykérési ceremónia. A várban a 17. században is folytatódott az építkezés; 1649-ben alvinci habánoktól hozattak kályhacsempét, 1656-ban kolozsvári téglavetőket szerződtettek.
Báthory András özvegyének, Zakreszka Annának halála (1658) után a vár unokájára, I. Rákóczi Ferencre szállt. 1660-ban a várost és a várat a II. Rákóczi György lengyelországi hadjáratai miatt büntetésből indított török-tatár csapatok pusztították.
1670-ben Báthory Zsófia elzálogosította a birtokot és a várat Bánffy Dénesnek és feleségének, Bornemisza Katának, ugyanakkor azonban az 1670. február 15-i erdélyi országgyűlés Gyerőffy Györgynek juttatta ezeket a Rákóczi Györggyel szembeni kárpótlási igénye miatt, ezért hosszas pereskedés kezdődött. Bánffy Dénest 1674-ben kivégezték, 1677-ben a somlyói vár és uradalom birtokosa özv. Bánffy Dénesné Bornemisza Kata lett. Ebben az időszakban Nagyvárad török kézre kerülése után (1660), a vár végvárként működött, és a fejedelem zsoldosai lakoztak benne.

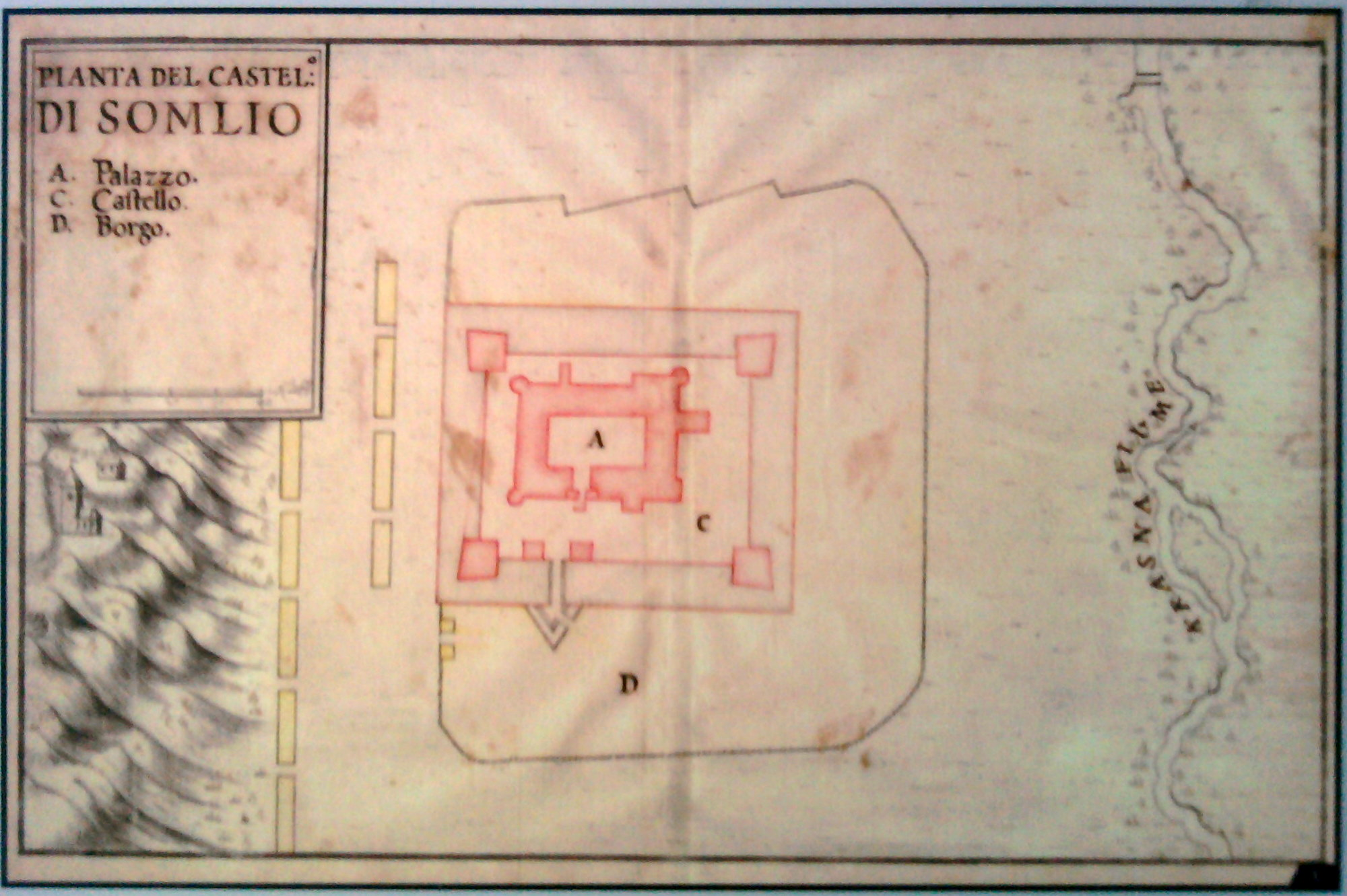
A vár első fennmaradt alaprajza

1687-ben Lotaringiai Károly elfoglalta a várat; valószínűleg az ő kíséretében levő hadmérnök, Luigi Ferdinando Marsigli készítette a vár első fennmaradt alaprajzát. Nagyvárad visszafoglalása után (1692) a szilágysomlyói Báthory-vár katonai szempontból jelentéktelenné vált. 1703-ban II. Rákóczi Ferenc kurucai foglalták el a várat, amelyet azonban az 1703–4-ben készült összeírás „Ellenség által lött Tűz miatt annyira ruinálódott”-ként említ. 1710-ben Jean Rabutin foglalta el, és német őrséget helyezett el benne. Az 1711-es szatmári béke után a várat a katonaság élelmiszerraktárként használta. Az épület állaga folyamatosan romlott; az 1851-es felméréskor már számos épület hiányzott.
A 19. századtól kezdve több próbálkozás történt a vár megőrzésére, amelynek jelentőségétr Kőváry László, Thaly Kálmán, Petri Mór, Fetzer Ferenc hívták fel a figyelmet. A második világháborút követően építészhallgatók készítettek felmérést róla. A helyi értelmiség által 1992-ben létesített Báthory István Alapítvány egyik céljának jelölte meg vár megőrzését, és anyagilag és munkával is hozzájárult ahhoz, hogy 2006-ban elkezdődhettek az állagmegóvási munkálatok, illetve a várudvar és vár teljes régészeti feltárása.